# Ivan Milčetić
Ivan Milčetić (Milčetići, Dubašnica, otok Krk, 27. kolovoza 1853. – Varaždin, 25. listopada 1921.), povjesničar književnosti, folklorist, dijalektolog i filolog. 

## Životopis
Rano djetinjstvo provodi kod strica u Gologorici. Pohađao je talijansku osnovnu školu u gradu Krku. Srednje školovanje je imao u gimnaziji u Rijeci, koju je izabrao pred talijanskom gimnazijom u Kopru. Još kao gimnazijalac uređivao je đački list. U 6. razredu objavio je dopis u Našoj slozi, onda jedinom listu istarskih Hrvata. 
Fakultetsko obrazovanje stječe na studiju slavistike u Zagrebu i Pragu. Predavao je u gimnazijama u Splitu, gdje je došao na poziv svog bivšeg profesora, tada direktora splitske gimnazije, koji ga je pozvao predavati hrvatski kao suplent. To je bilo te godine kad je austrijska vlada odobrila uvođenje hrvatskog u nastavu. U Splitu je radio s Eugenom Kumičićem, pa su njih dvojica bili pionirima hrvatske nastave u Splitu. Borio se protiv autonomaša. Odmah po dolasku u Split održao je predavanje na temu Ime i ideja ilirska za Ljudevita Gaja u Hrvatskoj. Predavanje je bilo njegov znanstveni prvijenac, koji je poslije objavljen u listu Velebit. Kad se u Dubrovniku na putovanju sreo s Vasom Pelagićem, ovaj ga je pozvao priključiti se njegovoj idejnoj struji, a Milčetić je odbio, rekavši da hrvatska omladina ima preča posla.
1874. je upisao slavistiku i hrvatsku književnost na zagrebačkom sveučilištu, čime je prekinuo nade svojih koji su htjeli da Milčetić postane svećenikom. U Zagrebu se družio s hrvatski svjesnom mladeži koja se je okupljala oko Hrvatskog doma. Rad je na tom polju bio predavanjem o Slavenima u pretpovijesnom dobu, a bio je suurednik i suizdavač Almanaha. 1876. je otišao odslužiti vojni rok u Prag. Iste je godine otpušten iz vojske, a studij je upisao na praškom sveučilištu, gdje je završio treću godinu studija. U Pragu je izabran za tajnika hrvatskog društva. Bilo je to akademsko društvo Hrvat koje je tek bilo osnovano, a Milčetić je postao prvim tajnikom, a 1877. i predsjednikom. U Pragu je predavao "o Šafariku i njegovih Hrvatih." 
Bavio se je studijama sve do rujna 1879., kad je postavljen za namjesnog učitelja u zagrebačkoj gimnaziji. Predavao je i u Karlovcu i Varaždin, gdje dolazi 1880. godine, te u kojem provodi najveći dio života. Listopada 1881. je sveučilištu u Zagrebu stekao stručnu spremu da može predavati hrvatski jezik i književnost. Studenoga iste godine premješten je u Varaždin. Zbog nacionalnog rada, a na želju velikog župana Rubida, ban Khuen Hedervary dao ga je premjestiti u Rijeku, gdje je radio do 1892. godine. Djelovao je i u Vukovaru. Ondje je 1887. organizirao sastanak nacionalno svjesne mladeži, a radi buđenja nacionalne svijesti.
1892. ga je Isidor Kršnjavi premjestio u Varaždin gdje je ostao do 1912., kad je umirovljen.
U Varaždinu je osnovao Dramatičko društvo, koje se je svojim radom borilo protiv predstava na njemačkom jeziku i germanizacije.
Prema svojoj filološkoj naobrazbi bijaše sljedbenik stvaralaštva Vatroslava Jagića. Najvažniji prilog književnoj povijesti je obrada starih glagoljskih rukopisa od kojih se kao krucijalno djelo ističe Hrvatska glagoljska biografija iz 1911. godine, dok drugi dio izdanja, iako pripremljen, nikada nije tiskan. Bavio se i analizom glagoljskih spisa iz Istre, objavivši 1905. godine u Vjesniku Arheološkog muzeja u Zagrebu stručni članak pod naslovom Tri glagoljske listine iz Istre iz 15. vijeka
Od radova vezanih za dubrovačku književnost 16. stoljeća može se izdvojiti djelo iz 1882. godine s naslovom O poslanicama 16. vijeka u dubrovačko-dalmatinskoj periodici hrvatske književnosti, iz kojeg je uočljiv njegov pristup s pozicije pozitivističkog filologa. Jedan je od prvih u hrvatskoj književnoj historiografiji pisao o recentnoj literaturi svog vremena, te o preporodnim procesima. Iz tog se razdoblja izdvaja članak Hrvati od Gaja do godine 1850., koji je objavio 1878., u kome daje kronološki prikaz zbivanja u hrvatskoj književnosti 19. stoljeća.
Mnogo je proučavao glagoljaštvo. Za to je žrtvovao i svoj imetak i svoje zdravlje. Za vlasti Hrvatsko-srpske koalicije, isposlovao je od vlasti da na svoj trošak obiđe bliže i dalje zemlje u kojima su se nalazili spomenici hrvatske pismenosti, bile to južne hrvatske zemlje, Rim ili Petrograd. 
Imao je ideju izdati monografiju o Istri pod naslovom Istra, njezina prošlost i sadašnjost, što je predložio Matici hrvatskoj 1909. godine, no zbog izbijanja Prvog svjetskog rata i drugih razloga projekt se nije realizirao, a građa je izgubljena. 
Zbog slabog vida, morao je napustiti dalji znanstveni rad.
Bio je član brojnih strukovnih i kulturnih udruženja, a od 1893. godine postaje dopisni član povijesno-filološkog razreda HAZU.
Zbog svog nacionalno svjesnog rada, bio je nepoćudan vlastima. Nije mogao dobiti katedru na zagrebačkom sveučilištu, iako ga je sami fakultet predložio za profesora. 
Osim znanstvenog i književnog rada, dosta je radio u nacionalnim i humanitarnim društvima. 

## Djela
(izbor)
- Slaveni za svoje zajednice
- Nikola Tomaseo
- Život Stanislava Sočivice, hrvatskog hajduka 18. stoljeća

Povijesno-književni radovi:
- Reljković u hrvatskoj književnosti
- Vladislav Ježić
- Dr Stjepan Ilijašević
- Andrija Jambrošić

Jezikoslovni radovi:
- O slovenskom književnom jeziku
- O hrvatskom narječju otoka Lošinja
- O dubrovačkim književnim spomenicima

Etnografski radovi:
- Jesu li naši kajkavci Hrvati i govore li hrvatski?
- O moravskim Hrvatima
- Medju Hrvatima Donje Austrije i Zapadne Ugarske

Većina se njegovih radova bavi glagoljaškim spomenicima.
- Hrvatska glagoljska bibliografija
- Glagolski naslov od Belog na otoku Cresu
- Arheologičko-historijske crtice s naših otoka
- Natpisi iz riječke okolice
- Dvije listine Petra Zrinjskog
- Glagolaši osobito krčki u prošlosti hrvatskoj

Izdavao je nove liturgijske knjige.